# Sasunaga leucorina
Sasunaga leucorina là một loài bướm đêm trong họ Noctuidae.